# Zenkyoren
ZENKYOREN (National Mutual Insurance Federation of Agricultural Cooperatives; japanisch 全国共済農業協同組合連合会), auch bekannt als „JA Kyosai“ (JA共済), ist Japans nationaler Hilfsverband landwirtschaftlicher Genossenschaften auf Gegenseitigkeit, der auf der Grundlage des japanischen Agrargenossenschaftsgesetzes gegründet wurde. ZENKYOREN wurde 1951 gegründet und bietet Sach-, Haftpflicht- und Lebensversicherungen an.

## Geschichte
Die Ursprünge von J.A. Kyosai gehen auf die Ideen von Toyohiko Kagawa zurück. Kagawa erkannte, dass Landwirte, die mit der Natur arbeiten und mit unerwarteten Problemen konfrontiert werden können, ein System benötigten, um sich neben den medizinischen Kosten auch auf unerwartete Krankheiten und wirtschaftliche Not vorzubereiten. Er entwarf einen Plan für eine Versicherungssystem, das von landwirtschaftlichen Genossenschaften auf gemeinnütziger Basis verwaltet werden konnte und selbst verarmten Landwirten einen erschwinglichen Versicherungsschutz ermöglichte.
Als Ergebnis von Kagawas energischem Einsatz für dieses Ziel wurde 1947 das Gesetz über landwirtschaftliche Genossenschaften in Kraft gesetzt. 1948 folgte die Gründung des Hokkaido Mutual Insurance Federation of Agricultural Cooperatives in Hokkaido.
Im Januar 1951 wurde der National Mutual Insurance Federation of Agricultural Cooperatives (Zenkyoren) gegründet, um Versicherungsdienstleistungen landesweit anzubieten. Im Geschäftsjahr 1957 waren in allen Präfekturen Japans (mit Ausnahme von Okinawa) Versicherungsverbände auf Gegenseitigkeit tätig.
Die 10 Millionen Mitglieder umfassende JA-Gruppe (Japan Agricultural Cooperatives), zu der auch Zenkyoren gehört, umfasst landwirtschaftliche Genossenschaften (JAs) auf lokaler Ebene sowie unterstützende Organisationen auf nationaler Ebene. Die JA-Gruppe betreibt eine Vielzahl von Geschäftsbereichen und bietet über die JAs ein breites Spektrum an Dienstleistungen an. Zenkyoren hat die Aufgabe, JA-Mitglieder und Versicherungsnehmer gegen Unfälle und Sachschäden Versicherungsschutz zu bieten.
2025 kooperierte Zenkyoren mit der deutschen Sparkassenversicherung mit einer Katastrophenversicherungs-Anleihe über 100 Millionen Dollar.